# استدلال (بحث علمي)
الاستدلال في مجال علم المنطق، هو فعل أو آلية استنتاج منطقي بناء على فرضية تعتبر صحيحة. وتسمى النتيجة بالـ«اصطلاح». تسم الاستدلالات الخاطئة بالباطل.

## أنواع الاستدلال
أنواع الاستدلال هي:
- الاستقرائي: أو أحيانا المنطق الاستقرائي هو الاستدلال الذي ينتقل من الجزئي إلى الكلي. وينقسم إلى قسمين استقراء تام واستقراء ناقص. وتبحث مباحث هذا الشكل من الاستدلال في علم المنطق.
- الاستنباطي: هو أحد أشكال الاستنتاج (تصميم أعلى أسفل) ويمكن قياس الجدل عندما تعتمد صحة البرهان على منطقية الفرضية العامة أو المبدئية.
- الإنساني: هو مجال دراسة كيفية قيام الشخص بالاستنتاجات.
- الإحصائي: وهو اعتماد الارقام والرياضيات في الاستناجات.

## للاستزادة
- منطق
- بحث علمي
- بحث على أساس علمي
- بحث علمي تجريبي
- مناهج البحث العلمي
- مناهج النقد الحديث